# Football Club Fiorentino
La Football Club Fiorentino és un club sanmarinès de futbol de la ciutat de Fiorentino.
Fundat el 1974, fins a la temporada 2004-05 s'anomenà S.S. Montevito.

## Palmarès
- Lliga de San Marino de futbol:[3]

1992 (com a S.S. Montevito)